# Paragem de Sarilhos
A Paragem de Sarilhos foi uma interface ferroviária do Ramal do Montijo que servia a localidade de Sarilhos Grandes, no Município de Montijo, em Portugal.

## História
O Ramal do Montijo abriu à exploração em 4 de outubro de 1908, e foi encerrado em 1989.